# Вишневецька волость
Вишневецька волость — адміністративно-територіальна одиниця Кременецького повіту Волинської губернії Російської імперії. Волосний центр — містечко Вишнівець.

## Склад
Станом на 1885 рік складалася з 45 поселень об'єднаних у 12 сільських громад. Населення — 9203 особи (4510 чоловічої статі та 4693 — жіночої), 837 дворових господарств.

### Основні поселення волості
- Вишнівець (Новий та Старий Вишнівець) — колишнє власницьке містечко при річці Горинь (на правому березі — Старий, на лівому — Новий) за 20 верст від повітового міста; волосне правління; 665 осіб, 97 дворів, 3 православні церкви, костел, католицька каплиця, синагога, 6 єврейських молитовних будинки, школа, 72 лавки, базар по неділях, ярмарок, пивоварний завод. За 5 верст — черепичний завод.
- Бодаки — колишнє власницьке село при річці Горинь, 676 осіб, 100 дворів, православна церква, каплиця, постоялий будинок, водяний млин, сукновальня.
- Бутинь — колишнє власницьке село при річці Горинь, 370 осіб, 47 дворів, православна церква, постоялий будинок, водяний млин, сукновальня.
- Звиняча (Дзвиняча) — колишнє власницьке село, 760 осіб, 96 дворів, православна церква, каплиця, постоялий будинок.
- Котюржинці (Которженці) — колишнє власницьке село при річці Горинь, 305 осіб, 43 двори, православна церква.
- Лози — колишнє власницьке село при річці Горинь, 370 осіб, 37 дворів, православна церква, постоялий будинок, 2 водяних млини, поташний та цегельний заводи.
- Мухавець — колишнє власницьке село при річці Горинь, 630 осіб, 64 двори, православна церква.

## Історія
Волость існувала у ХІХ ст. — 1920 році у складі Кременецького повіту Волинської губернії. 18 березня 1921 року Західна Волинь відійшла до складу Польщі. У Польщі існувала під назвою ґміна Вишневець Кременецького повіту Волинського воєводства в тому ж складі, що і до 1921 року. В 1921 р. складалася з 47 населених пунктів, налічувала 18 760 жителів (17 548 православних, 1 111 римо-католиків, 12 євангелістів, 4 греко-католики і 85 юдеїв).
1 жовтня 1933 р. до ґміни включені:
- з ліквідованої сільської ґміни Вєжбовєц — село Оришківці;
- з ліквідованої сільської ґміни Борсукі — село Снігурівка.

Натомість було передано:
- до новоутвореної сільської ґміни Катербурґ села Горинка, Кушлин і Воля Рицарська;
- до новоутвореної сільської ґміни Колодне село Воля Вільсона[3]

На 1936 рік гміна складалася з 25 громад:
1. Біла — село: Біла;
2. Бодаки — село: Бодаки;
3. Бутинь — село: Бутинь та хутір: Поляни;
4. Дзвеняче — село: Дзвеняче та хутори: Городисько, Кочарин, Помірки і Вивина;
5. Федьківці — село: Федьківці та хутір: Липник;
6. Кинахівці — село: Кинахівці та хутір: Козне;
7. Котюринці — село: Котюринці та хутір: Школа;
8. Кривчики — село: Кривчики та хутір: Соловій;
9. Кунинець Малий — село: Кунинець Малий та хутори: Довжок і Колосова;
10. Кунинець Великий — село: Кунинець Великий;
11. Лози — село: Лози та хутори: Чернявське і Котульське;
12. Маневе — село: Маневе та хутір: Манівщина;
13. Мухавець — село: Мухавець;
14. Мишківці — село: Мишківці;
15. Нарутовичі — село: Нарутовичі;
16. Орлопіль — село: Орлопіль;
17. Оришківці — село: Оришківці;
18. Снігурівка — село: Снігурівка;
19. Вишнівець — містечко: Вишнівець та хутори: Камінське, Логвинів Ліс і Марянівка;
20. Вишнівець Старий — село: Вишнівець Старий та хутір: Масальщина;
21. Вишнівець Новий — місто: Вишнівець Новий та хутір: Варшавка;
22. Воля Кобутовецька — село: Воля Кобутовецька;
23. Воля Стрілецька — село: Воля Стрілецька;
24. Загороддя — село: Загороддя та хутір: Високе;
25. Залісці — село: Залісці та хутори: Червінка і Попівщина.

Після радянської анексії західноукраїнських земель ґміна ліквідована у зв'язку з утворенням Вишнівецького району.